# Без рецепта
Без рецепта — познавательная передача о здоровье на НТВ. Выходила с 13 ноября 1999 года по 31 июля 2010 года. Первоначально выходила еженедельно по субботам или воскресеньям днём, после захвата НТВ стала выходить в субботу рано утром. До 2004 года в эфире телеканала по будням в утреннее или дневное время выходили повторы передачи. Первый выпуск был посвящён проблемам современного здравоохранения. В печатных программах передач часто анонсировалась под названием «Без рецепта: доктор Бранд».

## Предыстория программы и запуск
В 1998 году съёмочная группа кинокомпании DIXI, работавшая над документальным фильмом «Сердце Ельцина» из цикла «Новейшая история», прибыла в институт Склифосовского с целью взять интервью у кардиохирурга Якова Бранда как у одного из основных участников операции коронарного шунтирования над президентом России двумя годами ранее. Через некоторое время, после неудачных проб с участием актрис (в частности, Татьяны Друбич) и женщин-врачей на роль ведущей новой программы о здоровье на канале НТВ, выбор его руководства остановился на Якове Бранде. Так врач-кардиохирург неожиданно для себя стал телеведущим, не предполагая, что работа над программой растянется на долгие годы вперёд.
По информации газеты «Московские новости», на начальном периоде существования передачи её производство финансировал фонд Джорджа Сороса «Открытое общество», выделивший российским СМИ в 1999 году примерно 8 миллионов долларов США на преодоление последствий экономического кризиса 1998 года.

## Концепция
Программа создана, чтобы помочь зрителю целесообразно использовать все естественные резервы организма для сохранения и улучшения здоровья. Однако сам доктор Бранд старался никогда не давать рецептов и советов по лечению заболеваний, в отличие от других телепрограмм о здоровье на российском телевидении:

«Программа не зря называется «Без рецепта», я считаю, что по телевизору, по радио и по телефону зубы не лечат.»
В контексте программы рассказывается о заболеваниях, профилактике, методах лечения, медицинских сенсациях, курьёзах и исторических фактах. Также Бранд по ходу программы ведёт беседы с гостями, имеющими прямое отношение к теме передачи (это могут быть врачи, сотрудники научно-исследовательских институтов, кандидаты или доктора медицинских наук), в студии, стилизованной под медицинский кабинет, реже — в рабочей обстановке. Декорации передачи менялись дважды — в 2000 и 2004 годах.
В первые годы программа открывалась с видеосюжета, где Яков Бранд в неформальной обстановке кратко рассказывает о теме передачи, приводит интересные исторические и жизненные факты (в том или ином образе). Такие же вставки были и в конце её эфирного времени, перед конечными титрами. Позднее (примерно с середины 2000-х годов) передача начиналась с иронических сценок, которые разыгрывали актёры. Помимо прочего, в течение всего периода существования проекта в нём принимал участие мультипликационный соведущий в костюме врача, визуально напоминающий Бранда, в зависимости от темы передачи или возражавший, или посмеивавшийся над главным ведущим, именовавшийся Брандиком.
В 2001 году, после смены собственника у НТВ, по инициативе Бориса Йордана и Владимира Кулистикова рассматривалась возможность перехода передачи с НТВ на телеканал ТВ-6 под руководством Евгения Киселёва, но этого не произошло. Вплоть до своего закрытия в 2010 году программа считалась одним из немногих старых телепроектов НТВ, оставшихся в 2001 году на телеканале и не ушедших на ТВ-6.
Выпуски «Без рецепта» снимались раз в месяц в воскресенье, по четыре передачи в день на целый месяц вперёд, что позволяло Бранду работать на телевидении без отрыва от основной деятельности. По утверждению ведущего, телепрограмма «Без рецепта» для него являлась «продолжением врачебной работы».
Программа завершалась демонстрацией титров с указанием съёмочной группы. В 1999—2004 годах для них был отведён отдельный полутораминутный сегмент (в 2001 году показ титров немного ускорили), в 2004—2010 годах титры шли в бегущей строке при завершении беседы ведущего с гостем.

## Рубрики
В передаче предусматривалось деление на рубрики. В разные годы их количество варьировалось:
- История вопроса — краткие исторические справки на тему передачи.
- История болезни — история пациента о преодолении болезни
- Архив — исторические факты
- Консилиум — медики в студии обмениваются суждениями и собственным опытом
- Экспертиза — расследование и проверка сомнительных слухов и фактов.
- Совет от звезды
- На заметку

## Закрытие
31 июля 2010 года программа в последний раз вышла в эфир, и осенью не вышла из отпуска. Проект был закрыт по желанию его шеф-редактора Светланы Габуния.
С 21 мая 2011 по 26 декабря 2015 года вместо неё на НТВ выходила похожая программа от той же студии-производителя — «Медицинские тайны».